# Сучу, Василе (архиепископ)
Василе Сучу (рум. Vasile Suciu; 13 января 1873, Хирсень, жудец Брашов (ныне Румыния) — 25 января 1935, Блаж) — румынский церковный деятель Румынской грекокатолической церкви, архиепископ Архиепархии Фэгэраша и Алба-Юлии (9.08.1919 — 25.01.1935). Общественный и политический деятель. Первый архиепископ Румынской грекокатолической церкви в Румынии. Считается видным богословом греко-католической церкви Трансильвании.

## Биография
Из крестьян.
Получил богословское образование в Риме при Конгрегации евангелизации народов. В 1894 году получил степень доктора философии, в 1898 году — теологии.
В 1895 году был рукоположён.
В 1900 году стал профессором Богословского института в Блаже. Был префектом и библиотекарем библиотеки архиепархии. В январе 1918 года стал членом капитула собора и генеральным викарием.
Почётный член Румынской академии с 1918 года.
Папа римский Бенедикт XV 9 августа 1919 года назначил его архиепископом Архиепархии Фэгэраша и Алба-Юлии. С 1 января 1920 года, с одобрения Ватикана и с согласия короля Румынии Фердинанда I стал митрополитом Архиепархии Фэгэраша и Алба-Юлии.
Во время его пребывания в должности 10 мая 1927 года между Святым Престолом и Королевством Румыния был подписан Конкордат, ратифицированный 7 июля 1929 года.

## Избранные труды
- «Hipnotism și spiritism», Studiu critici-teologic, Blaj, 1906, 198 p.
- «Teologia Dogmatică fundamentală», 2 vol., Blaj, 1907 (vol.I. «Apologetica creștină», VI + 387 p.; vol. II. «Tradițiunea și Biserica», 402 p.; ed. a II-a, Blaj, 1927, 516 + 522 p.)
- «Teologia Dogmatică specială», 2 vol., Blaj, 1908 (vol.I, «Dumnezeu unul. Sfânta Treime. Dumnezeu Creatorul. Întruparea Domnului. Grația», 606 p., vol. II. «Sacramentele în general. Sacramentele în special. Eshatologia», 604 p., ed. a II-a, Blaj, 1927, 631 + 700 p.)